# Hypocnemis
Hypocnemis es un género de aves paseriformes perteneciente a la familia Thamnophilidae que agrupa a especies nativas de América del Sur, donde se distribuyen desde el centro de Venezuela y sureste de Colombia hasta las Guayanas, al sur del Perú, centro de Bolivia y sur de la Amazonia brasileña. A sus miembros se les conoce por el nombre común de hormigueros.

## Etimología
El nombre genérico femenino «Hypocnemis» se compone de las palabras del griego «ὑπο hupo»: de alguna forma y «κνημις knēmis o κνημιδος knēmidos»: armadura que protege la pierna, canillera; significando «que parece tener canilleras».

## Características
Los hormigueros de este género son pequeños, midiendo alrededor de 12 cm de longitud, rechonchos, de colas bastante cortas y con un destacado patrón de estriado, que habitan en las selvas húmedas amazónicas y sus bordes.

## Lista de especies
Según las clasificaciones del Congreso Ornitológico Internacional (IOC) y Clements Checklist v.2016, agrupa a las siguientes especies:
| Imagen | Nombre científico     | Autor                                                                                      | Nombre común             | EC (*) |
| ------ | --------------------- | ------------------------------------------------------------------------------------------ | ------------------------ | ------ |
|        | Hypocnemis cantator   | (Boddaert, 1783)                                                                           | hormiguero cantarín      | LC     |
|        | Hypocnemis flavescens | P.L. Sclater, 1865                                                                         | hormiguero amarillento   | LC     |
|        | Hypocnemis peruviana  | Taczanowski, 1884                                                                          | hormiguero peruano;      | LC     |
|        | Hypocnemis subflava   | Cabanis, 1873                                                                              | hormiguero pechiamarillo | LC     |
|        | Hypocnemis ochrogyna  | J.T. Zimmer, 1932                                                                          | hormiguero boliviano     | VU     |
|        | Hypocnemis striata    | (Spix, 1825)                                                                               | hormiguero de Spix       | LC     |
|        | Hypocnemis rondoni    | Whitney, Isler, Bravo, Aristizábal, Schunck, Silveira, Piacentini, Cohn-Haft, & Rêgo, 2013 | hormiguero de Manicoré   | LC     |
|        | Hypocnemis hypoxantha | P.L. Sclater, 1869                                                                         | hormiguero cejiamarillo. | LC     |

(*) Estado de conservación

## Taxonomía
Tradicionalmente se ha considerado a este género como formado por dos únicas especies: H. cantator y H. hypoxantha, pero recientes descubrimientos, a partir de los estudios de Isler et al. (2007), con base principalmente en las diferencias de vocalización, pero también de plumaje, han elevado las cinco anteriormente subspecies de cantator: flavescens, peruviana, subflava, ochrogyna y striata, a la categoría de especies, lo que fue aprobado por el Comité de Clasificación de Sudamérica (SACC) en la Propuesta N° 299.
H. rondoni es una nueva especie recientemente descrita por Whitney et al. (2013) y reconocida por el SACC en la Propuesta N° 588.